# Правоприемственост на държави
Правоприемственост на държави е преминаване на права и задължения на дадена държава на друга държава или замяна на дадена държава с друга държава в носенето на отговорност за международните отношения на определена територия.
Регламентира се от Виенската конвенция за правоприемствеността на държавите по отношение на договорите (на английски: Vienna Convention on Succession of States in respect of Treaties)

## Концепции
Концепция за универсалната правоприемственост – правоприемствеността в международното право прилича на правоприемствеността в частното право и предполага преминаване на суверенитета от предшественика към приемника в пълен обем, по всички правоотношения. Суверенитетът и придобиването на негово основание на права и задължения са разглеждат като атрибут на територията на държавата.
Противоположната позиция предполага пълно изчезване на предшестващата държава и на нейния суверенитет и възникване на напълно нов субект на международното право, необвързан със задължения на държавата-предшественик с изключение на съблюдаването на държавните граници и договорите, които ги установяват (принцип uti possidetis).

## Случаи
Правоприемственост има в случай на преминаване на територия на дадена държава към друга държава, както и в случай на образуване на нова държава.
В тази връзка се различават:
- разделяне – държавата се разпада на 2 (или повече) държави, като старата държава изчезва, а на нейно място възникват нови държави: разпадане на СССР през декември 1991 г. (като Русия е продължител, а останалите са само правоприемници);
- отделяне – част от държавата се отделя, но самата държава остава: излизане на Ангуила от Федерацията Сейнт Китс и Невис през 1980 г.;
- обединяване – 2 и повече държави стават 1 държава: обединяване на Южен Йемен и Северен Йемен в единната държава Република Йемен през 1990 г.;
- присъединяване – дадена държава се присъединява към друга държава: ГДР се присъединява към ФРГ през октомври 1990 г.

Разделянето и обединяването не предполагат съхраняване на държавата-предшественик.